# Kluiverth Aguilar
Kluiverth Miguel Aguilar Díaz, fälschlicherweise auch Kluivert Aguilar (* 5. Mai 2003 in Lima), ist ein peruanischer Fußballspieler, der beim Erstligisten Alianza Lima unter Vertrag steht. Am 1. Juli 2021 wird sich der rechte Außenverteidiger, der seit Januar 2020 peruanischer U23-Nationalspieler ist, dem englischen Erstligisten Manchester City anschließen.

## Karriere

### Verein
Kluiverth Aguilar wurde in der peruanischen Hauptstadt Lima geboren und begann mit dem Fußballspielen beim Club de Regatas Lima. Im Sommer 2018 wechselte er auf Leihbasis in die Nachwuchsabteilung von Sporting Cristal und nach seiner Rückkehr im März 2019 schloss er sich umgehend permanent Alianza Lima, dem Rivalen von Sporting Cristal, an. Bei der Equipo del Pueblo unterzeichnete der rechte Außenverteidiger seinen ersten professionellen Vertrag und wurde mit nur 15 Jahren auf Wunsch des Cheftrainers bereits der Reservemannschaft zugewiesen. Dort entwickelte sich der junge Spieler direkt zum Stammspieler und sammelte Spielerfahrung in einer Spielklasse mit deutlich älteren Gegenspielern und Teamkollegen. Gegen Ende der Clausura 2019, im Oktober 2019, wurde Aguilar in die erste Mannschaft befördert. Am 3. November 2019 debütierte er beim 1:1-Auswärtssieg gegen Alianza Universidad in der höchsten peruanischen Spielklasse und stand die vollen Spieldistanz über auf dem Spielfeld. In den verbleibenden drei Ligaspielen der Clausura startete er ebenfalls und gewann mit der Mannschaft diese. Mit dem dritten Tabellenplatz in der Gesamtjahrestabelle qualifizierte sich Alianza zusätzlich für die Playoffs um den Meistertitel. Dort wurde er beim 1:1-Unentschieden gegen Sporting Cristal im Rückspiel, welches zum Erreichen der beiden Endspiele ausreichte, eingewechselt. Bei der 1:4-Auswärtsniederlage im Hinspiel des Finales gegen Escuela Municipal Deportivo Binacional bestritt er das gesamte Spiel und beim 2:0-Rückspielsieg wurde er in der Halbzeit ausgewechselt.
Nachdem in peruanischen Medien bereits im September des Vorjahres von einem Interesse berichtet hatten, wurde am 19. April 2020 bekanntgegeben, dass sich der englische Erstligist Manchester City die Dienste Kluiverth Aguilars gesichert hat. Der Außenverteidiger schließt sich jedoch erst zum Juli 2021 den Skyblues an, da er zu diesem Zeitpunkt bereits das Alter von 18 Jahren erreicht hat. Die Ablösesumme beläuft sich laut Medien auf 2,5 Millionen Euro, wobei sich Alianza Lima einen prozentuellen Anteil am zukünftigen Verkaufserlös gesichert hat. Aguilars Spieljahr 2020 war von kleineren Verletzungsunterbrechungen geprägt, die seinen Stammplatz jedoch nicht gefährdeten. Am 2. November 2020 (3. Spieltag der Clausura) gelang ihm beim 4:0-Auswärtssieg gegen den FBC Melgar sein erstes Ligator im Trikot der Equipo del Pueblo. Die Spielzeit beendete er mit 18 Ligaeinsätzen, in denen er zwei Torerfolge und einen Assist verbuchen konnte. Mit Alianza erlebte er jedoch eine der schwächsten Saisons der Vereinshistorie, welche für den Verein nach 82 Jahren in der Erstklassigkeit mit dem Abstieg in die zweitklassige Liga 2 bedeutete.

### Nationalmannschaft
Mit 15 Jahren nahm Kluiverth Aguilar als jüngster Spieler der peruanischen U17-Nationalmannschaft an der U17-Südamerikameisterschaft 2019 im eigenen Land teil und kam in allen neun Spielen zum Einsatz.
Seit Januar 2020 ist er für die U23 im Einsatz.